# 1954 في باراغواي
فيما يلي قوائم الأحداث التي وقعت خلال عام 1954 في باراغواي.

## سياسة

### تعيين في المنصب
- 15 أغسطس – ألفريدو سترويسنر رؤساء باراغواي.

## مواليد

### يناير
- 4 يناير – بيني ريكاردو لاعب كرة قدم أمريكي.

## وفيات

### سبتمبر
- 3 سبتمبر – تيودورو روجاس (مواليد 1877) عالم نبات باراغواياني.

### ديسمبر
- 17 ديسمبر – فيليبي مولاس لوبيز (مواليد 1901) سياسي باراغواياني.